# Mammillaria mathildae
Mammillaria mathildae là một loài thực vật có hoa trong họ Cactaceae. Loài này được Kraehenb. & Krainz mô tả khoa học đầu tiên năm 1973.